# Гексафтороалюминат натрия
Гексафтороалюминат натрия — неорганическое вещество, смешанная соль плавиковой кислоты и металлов алюминия и натрия, с формулой Na3[AlF6]. Бесцветные кристаллы, плохо растворимые в воде.

## Получение
- В природе встречается редкий минерал криолит из группы природных фторидов, химический состав Na3[AlF6] с незначительными примесями.
- Из насыщенных растворов фторидов натрия и алюминия:

{\displaystyle {\mathsf {3NaF+AlF_{3}\ {\xrightarrow {}}\ Na_{3}[AlF_{6}]\downarrow }}}
- Действием плавиковой кислоты на гидроксид алюминия и фторид натрия:

{\displaystyle {\mathsf {3NaF+Al(OH)_{3}+3HF\ {\xrightarrow {}}\ Na_{3}[AlF_{6}]\downarrow +3H_{2}O}}}
- Обменными реакциями:

{\displaystyle {\mathsf {AlF_{3}+3NH_{4}F+3NaNO_{3}\ {\xrightarrow {}}\ Na_{3}[AlF_{6}]\downarrow +3NH_{4}NO_{3}}}}
{\displaystyle {\mathsf {Al_{2}(SO_{4})_{3}+12NaF\ {\xrightarrow {}}\ 2Na_{3}[AlF_{6}]\downarrow +3Na_{2}SO_{4}}}}

## Физические свойства
Гексафтороалюминат натрия образует бесцветные кристаллы моноклинной сингонии, пространственная группа P 21/n, параметры ячейки a = 0,780 нм, b = 0,561 нм, c = 0,546 нм, β = 90,18°, Z = 2.
Расплав гексафтороалюмината натрия является электролитом и проводит электрический ток.

## Химические свойства
- В расплаве диссоциирует:

{\displaystyle {\mathsf {Na_{3}[AlF_{6}]\ {\stackrel {\xrightarrow {1000^{o}C}}{\xleftarrow[{\ \ \ \ \ \ \ }]{}}}\ 3Na^{+}+[AlF_{6}]^{3-}}}}
- При дальнейшем нагревании начинает разлагаться:

{\displaystyle {\mathsf {[AlF_{6}]^{3-}\ {\stackrel {\xrightarrow {>1000^{o}C}}{\xleftarrow[{\ \ \ \ \ \ \ \ }]{}}}\ [AlF_{4}]^{-}+2F^{-}}}}
- Разлагается концентрированными кислотами:

{\displaystyle {\mathsf {2Na_{3}[AlF_{6}]+9H_{2}SO_{4}\ {\xrightarrow {\ }}\ 6NaHSO_{4}+Al_{2}(SO_{4})_{3}+12HF\uparrow }}}
- и щелочами:

{\displaystyle {\mathsf {Na_{3}[AlF_{6}]+4NaOH\ {\xrightarrow {\ }}\ Na[Al(OH)_{4}]+6NaF}}}

## Применение
- Компонент электролита при производстве алюминия.
- Металлургический флюс.
- Компонент стёкол и эмалей.
- Наполнитель для резины.
- Относится к многотоннажному производству, цена технического продукта ~1000$/т, чистого ~6$/кг.